# Misa Luba
La Misa Luba es una adaptación de la misa en latín a los estilos tradicionales de canto de la República Democrática del Congo. Fue elaborada por el padre Guido Haazen, un fraile franciscano de Bélgica, y originalmente interpretada y grabada en 1958 por Les Troubadours du Roi Baudouin / los Trovadores del rey Balduino, un coro de adultos y niños de la ciudad congoleña de Kamina, en la provincia de Katanga.

## Antecedentes
El padre Guido Haazen O. F. M. (Orden de Frailes Menores) (27 de septiembre de 1921-20 de agosto de 2004) se convirtió en director de la Escuela Central de Kamina, en lo que entonces era el Congo Belga, en septiembre de 1953. En pocas semanas creó un grupo musical que constaba de un coro masculino (unos cuarenta chicos, cinco de nueve años, catorce de otras edades y quince adultos) y percusión. En 1957 recibió el consentimiento real para nombrar al conjunto Les Trovadores du Roi Bauduoin / Los trovadores del rey Balduino en honor del rey belga Balduino I. En el mismo año, Haazen y el pueblo Baluba de Kasai y Katanga comenzaron a desarrollar la Misa Luba desde improvisaciones colectivas sobre las formas de canciones tradicionales. Fue estrenada en la misión católica de San Bavón de Kamina el 23 de marzo de 1958. Al día siguiente, el conjunto se marchó de gira por Europa, interpretando no solo la misa, sino música tradicional congoleña en Bélgica (donde ofrecieron conciertos en la Feria Mundial en Bruselas), los Países Bajos y Alemania (donde cantaron junto a los famosos Niños Cantores de Viena). La  célebre grabación de la Misa Luba por los Trovadores y el solista Joachim Ngoi, un profesor en la Escuela Central de Kamina, se hizo en este momento.

## Música
La música para la misa no fue transcrita. El padre Haazen respondió a las demandas de los coros que deseaban realizar la pieza mediante la publicación de una transcripción de la versión grabada en 1964, con una nueva edición en 1969.

El "Kyrie" está interpretado en el estilo de un kasala, una canción luba de duelo. El "Gloria" se improvisa en el estilo característico kiluba de Katanga. El "Credo", la sección más larga de la misa, se basa en cinco canciones populares diferentes unidas por improvisaciones. El texto del Credo se refiere a la crucifixión de Cristo y la parte vocal en la Misa Luba es precedida por el anuncio habitual de muerte, primero en kyondo (tambor de tronco), luego en kikumvi (tom-tom). Sigue una kilio (elegía) sin acompañamiento de percusión, cantada por la voz solista. El "Sanctus" y el "Benedictus" se inspiraron en una canción de despedida bantú. El "Hosanna" es una danza rítmica de kasai y el "Agnus Dei" es una canción típica bena luluwa, tal como podría ser oído en todo Kananga.

## En la cultura popular
El "Gloria" apareció en El Evangelio según San Mateo  de Pier Paolo Pasolini (1964) . El Kyrie se utilizó en la película mexicana Un alma pura (1965) y la película de MGM Sor Sonrisa (1966). El "Sanctus" tuvo un lugar destacado en la película de Lindsay Anderson Si ...  de 1968 , protagonizada por Malcolm McDowell, con el que la misa fue durante un tiempo muy identificada. También fue utilizado en el telefilme Voyage mortal (1996), en la que acompañó a los créditos de cierre; en Lost and Delirious (2001), y en Never Let Me Go (2010).
"The clash" se refiere a la grabación en la letra de "Car Jamming" en su álbum de 1982 Combat Rock. La portada del álbum de los "Troubadours"  aparece  brevemente en la película de Stanley Kubrick La naranja mecánica (1971) como el personaje de Malcolm McDowell, Alex, da un paseo a través de una tienda de discos.
La Misa Luba fue la más exitosa de muchas misas de música del mundo creado en los años 1950 y 1960. Eclipsó el anterior Messe des Savanes (1956) organizado por Abbé Robert Wedraogho en el Alto Volta (ahora Burkina Faso) inspiró varias emulaciones, incluyendo la Misa Criolla (1964) compuesta  por Ariel Ramírez y la Misa Flamenca (1966) organizada por Ricardo Fernández de Latorre y José Torregrosa.

En la canción "No es serio este cementerio" del grupo Mecano, se menciona esta en la estrofa: los domingos los negros no dejan dormir, pues les da por cantar misa luba.

## Grabación original
Philips Records  liberaron los registros de un LP de diez pulgadas de la Misa Luba por "Les Troubadours du Roi Baudoin" en Holanda y en otros mercados europeos en 1958. 
La lista de pista era:
Lado A: canciones congoleñas
1. Dibwe Diambula Kabanda (Marriage Song) – 3:02
2. Lutuku y a Bene Kanyoka (Emergence from Grief) – 2:48
3. Ebu Bwale Kemai (Marriage Ballad) – 2:22
4. Katumbo (Dance) – 1:42
5. Seya Wa Mama Ndalamba (Marital Celebration) – 2:21
6. Banana (Soldiers' Song) – 2:01
7. Twai Tshinaminai (Work Song) – 1:01

Lado B: Misa Luba
1. Kyrie – 2:03
2. Gloria – 2:39
3. Credo – 4:06
4. Sanctus – 1:36
5. Benedictus – 0:52
6. Agnus Dei – 1:52

Este programa fue retenido para reediciones en toda la década de 1960, incluyendo la primera versión del Reino Unido (1964) y el primer estreno en Estados Unidos (1965), y también se ha trasladado a las reediciones digitales de épocas más recientes (CD y descarga)
Philips aprovechó la exposición  que la música recibió en el film "Si ..."  liberando el "Sanctus" y el "Benedictus" como una sola obra , que pasó once semanas en las listas de ventas  británicas, con un pico en el número 28 de marzo de 1969.

Algunas versiones LP de doce pulgadas del álbum emitida posteriormente en la década de 1960 contenían material adicional de las sesiones de 1958, que incluyeron:
Música sacra
- Ave María (Jacques Arcadelt) – 2:30
- Mbali Kule (Gloria in Excelsis Deo) – 2:44
- O Jesu Christe (Jacquet de Berchem) – 3:57

Canciones infantiles de Baluba
- Kamiole – 1:10
- Katende – 1:04
- Kilio
- Kamuyambi – 1:22
- Daina – 1:08

Mas canciones congoleñas
- Kamimbi (Kiluba) – 1:42
- Maningi Daba (Kiswahili) – 1:75
- Mikomba (Tshiluba) – 2:02
- Salibona (Kiswahili) – 2:42
- Kansembe (Kiluba)
- Tambwe Dishinda (Tshiluba) – 1:32

Todos los materiales han generado más de una compilación de ellos . La versión más completa es "The Original Missa Luba and Songs from the Congo"  lanzado por el sello "Universal" en 1999, que contiene un programa ampliado de veintidós canciones congoleñas y de la Misa Luba, pero omite varias de las canciones publicadas anteriormente y las otras tres piezas sagradas .

La grabación por "The Troubadours" de la Misa Luba también se ha reeditado en varios acoplamientos con la Misa Criolla, la Misa Flamenca, y  la Messe des Savanes realizadas por otros artistas.
Hay registros más tardíos de la Misa por el Coro Nacional Muungano  de Nairobi (Philips, 1990) y la Sociedad de Artes Coral de Washington (Naxos, 2006).